# Kacey Rohl
Kacey Rohl (Vancouver, 6 de agosto de 1991) es una actriz canadiense de cine y televisión. Es conocida por interpretar a Sterling Fitch en el drama criminal televisivo The Killing, a Prudence en la película de fantasía oscura de 2011 Caperucita Roja, y a Abigail Hobbs en el drama televisivo Hannibal. Además, ha interpretado a Jenna Engel en la comedia de televisión Working the Engels de 2014, y a Kerry Campbell en la segunda temporada de la serie dramática de ciencia ficción Wayward Pines. En 2018, interpretó el papel principal de Katie Arneson en la película de suspense psicológico canadiense White Lie.

## Biografía

### Infancia y estudios
Nació el 6 de agosto de 1991 en Vancouver (Columbia Británica, Canadá). Es hija del director de televisión Michael Rohl, que ha dirigido varios episodios de Sobrenatural. Kacey protagonizó el episodio de la séptima temporada The Born-Again Identity. Su madre, Jan Derbyshire, es dramaturga y comediante y también trabaja en la industria del entretenimiento. Entre otras, ha protagonizado las películas Devotion (1995) y Beauty School (2012). Kacey Rohl comenzó a estudiar actuación muy joven, con apenas 14 años.

### Carrera
En 2010, Kacey Rohl consiguió su primer papel (sin acreditar) en el episodio «Heretic's Fork» de la serie de televisión estadounidense de ciencia ficción V. Ese mismo año, también tuvo pequeños papeles episódicos en series como Caprica, Fringe y Tower Prep y en varias películas para televisión como The Client List y Bond of Silence. Su primer papel importante fue interpretar a Sterling Fitch en las dos primeras temporadas del drama criminal de AMC The Killing entre 2011 y 2012. También en 2011, interpretó a Prudence en la película de fantasía oscura de 2011 Caperucita Roja.
De 2013 a 2015, Rohl volvió a interpretar a Abigail Hobbs en el drama policial de la NBC Hannibal. Fue elegida para el papel protagónico de su hija Jenna Engel en la comedia de situación de NBC del 2014 Working the Engels. Entre 2016 y 2020, apareció como Marina en la serie de televisión de Syfy The Magicians. En 2016, apareció en el decimotercer episodio de la quinta temporada de la serie de televisión de ABC Once Upon a Time, donde interpretó el papel de Megara. Fue elegida para el papel regular de Kerry Campbell en la segunda temporada de la serie de televisión de drama de ciencia ficción de Fox Wayward Pines, que se emitió a mediados de 2016.
Entre 2017 y 2019, interpretó el papel recurrente de Alena en la serie dramática de superhéroes Arrow de la cadena estadounidense The CW. En 2018, protagonizó la película de suspense psicológico canadiense White Lie, interpretando el papel protagonista de Katie Arneson. Por su actuación en esta película recibió una nominación al Canadian Screen Award como Mejor Actriz en los 8th Canadian Screen Awards. También interpretó a Sabrina Swanson en la película de televisión de terror de Syfy de 2018, Killer High. En julio de 2019, participó en Fortunate Son, serie de suspense sobre espías canadienses.

## Filmografía

### Cine
| Año  | Título                | Papel         | Notas | Ref.   |
| ---- | --------------------- | ------------- | ----- | ------ |
| 2011 | Red Riding Hood       | Prudence      |       | [ 1 ]  |
| 2011 | Sunflower Hour        | Satan Spawn   |       |        |
| 2011 | Sisters & Brothers    | Sarah         |       |        |
| 2012 | Flicka: Country Pride | Kelly Jenkins |       |        |
| 2019 | White Lie             | Katie Arneson |       | [ 5 ]  |
| 2022 | White Dog             | Jean Seberg   |       | [ 17 ] |

### Televisión
| Año       | Título                                      | Papel              | Notas                                                | Ref.   |
| --------- | ------------------------------------------- | ------------------ | ---------------------------------------------------- | ------ |
| 2010      | V                                           | Mujer              | Episodio: «Heretic's Fork»                           |        |
| 2010      | The Client List                             | Emma Hollings      | Telefilme                                            |        |
| 2010      | Bond of Silence                             | Tabitha            | Telefilme                                            |        |
| 2010      | Caprica                                     | Ada                | Episodio: «Unvanquished»                             |        |
| 2010      | Fringe                                      | Madeline           | Episodio: «The Plateau»                              |        |
| 2010      | Tower Prep                                  | Ross               | Episodio: «Election»                                 |        |
| 2011      | Ghost Storm                                 | Melissa            | Telefilme                                            |        |
| 2011      | Geek Charming                               | Caitlin            | Telefilme                                            |        |
| 2011      | Clue                                        | Sarah Ellis        | Miniserie                                            |        |
| 2011      | R. L. Stine's The Haunting Hour: The Series | Adriana / Allie    | Episodios: «Wrong Number», «Pumpkinhead»             |        |
| 2011-2012 | The Killing                                 | Sterling Fitch     | Papel recurrente, 6 episodios                        |        |
| 2012      | American Housewife                          | Harper             | Piloto de televisión sin emitir                      |        |
| 2012      | Supernatural                                | Marin              | Episodio: «The Born-Again Identity»                  |        |
| 2012      | Taken Back: Finding Haley                   | Emma/Haley         | Telefilme                                            |        |
| 2012-2013 | R. L. Stine's The Haunting Hour: The Series | Joven Nadia        | Episodio: «The Golem: Part 1», «The Golem: Part 2»   |        |
| 2013      | Doubt                                       | Mónica             | Telefilme                                            |        |
| 2013      | Cracked                                     | Emily Froese       | Episodio: «Swans»                                    |        |
| 2013      | Played                                      | Beetle             | Episodio: «Poison»                                   |        |
| 2013-2015 | Hannibal                                    | Abigail Hobbs      | Papel recurrente, 13 episodios                       |        |
| 2014      | Working the Engels                          | Jenna Engel        | Papel principal                                      | [ 3 ]  |
| 2016-2020 | The Magicians                               | Marina             | Papel recurrente; 19 episodios                       | [ 9 ]  |
| 2016      | Once Upon a Time                            | Megara             | Episodio: «Labor of Love»                            | [ 10 ] |
| 2016      | The X-Files                                 | Agnes              | Episodio: «Founder's Mutation»                       |        |
| 2016      | iZombie                                     | Cher               | Episodio: «Eternal Sunshine of the Caffeinated Mind» |        |
| 2016      | Wayward Pines                               | Kerry Campbell     | Papel principal (temporada 2); 10 episodios          | [ 4 ]  |
| 2017      | The Good Doctor                             | Avery              | Episodio: «Apple»                                    |        |
| 2017-2019 | Arrow                                       | Alena Whitlock     | Papel recurrente (temporadas 5-7), 12 episodios      | [ 11 ] |
| 2018      | Killer High                                 | Sabrina Swanson    | Telefilme                                            |        |
| 2020      | Fortunate Son                               | Ellen Howard       | Papel principal                                      | [ 16 ] |
| 2023      | The Wedding Veil Inspiration                | Lily               | Telefilme                                            |        |
| 2025      | Star Trek: Section 31                       | Rachel Garrett     | Telefilme (Paramount+)                               | [ 18 ] |
| 2025      | Watson                                      | Agente de Moriarty | Papel recurrente                                     | [ 19 ] |